# Ungud
Ungud (”regnbågsormen”) är en gestalt i Oceaniens mytologi hos urinvånarna i Australien som påminner om Midgårdsormen i nordisk mytologi. 
Aboriginerna tänker sig Ungud som en orm som lever i underjorden och i vattendrag. Samma gestalt kallas hos vissa stammar Kaleru eller Wanambi och tycks ibland liktydigt med drömtiden, aboriginernas term för den mytologiska forntiden då världen skapades av mystiska väsen.